# Grad Veliki Tabor
Grad Veliki Tabor (hrvaško Dvor Veliki Tabor) je srednjeveški grad v hrvaškem Zagorju.
Grad stoji v bližini naselja Desinić okoli 8 km zahodno od Pregrade na vrhu 342 m visokega lahko dostopnnega griča. Ima okoli 3400 m² površine. Sedaj je v lasti države, ki ga uporablja kot muzej in v turistične namene.

## Zgodovina
Gradnja gradu se je najverjetneje pričela po letu 1502, ko je nezakonski sin Matije Korvina ogrski fevdalec in hrvaški ban Ivaniš Korvin (1473—1504) daroval madžarski fevdalni družini Ratkay več posesti v zahodnem Zagorju. Grad se je postopno širil, največja gradbena dela pa so bila narejena v 16. stol. Po smrti zadnjega Ratakaya, Josipa Ivana leta 1793, je grad menjal več lastnikov. Njegov zadnji lastnik je bil hrvaški slikar Oton Iveković. 
Prvotni peterokotni dvonadstropni obrambni stolp je bil v letih 1397−1456 v lasti Celjskih grofov. Po letu 1502 pa so obrambni sistem dograjevali. Ker pa lastnikom ni bilo potrebno misliti samo o obrambnih namenih gradu, temveč tudi o ugodnostih vsakodnevnega življenja so vsi deli gradu zgrajeni tako, da je imel grad poleg stanovanjskega dela tudi obrambno vlogo. Najprej so na najbolj izpostavljeni strani ob prvotnem peterokotnem dvonadstropnem  obrambnem stolpu dogradili dva polkrožna obrambna stolpa s strelnimi linami, kasneje pa še dva prav tako polkrožna stolpa, tako da je bil prvotni obrambni stolp, ki so ga dvignili za eno nadstropje in preuredili v stanovanjski del obkrožen s štirimi polkrožnimi obrambnimi stolpi. Dvorišče je kasneje dobilo še arkade, tako da je znotraj gradu nastala še dvonadstropna renesančna galerija po vzoru dvorcev iz 15. in 16. stoletja.